# Ted Venema
Ted Venema (13 december 1957) is een voormalig voetballer die speelde als spits voor FC Groningen, SC Veendam en FC Emmen.
Venema werd in 1976 door FC Groningen overgenomen van VV Valthermond om in het Groningse jeugdteam te gaan spelen. In 1977 werd hij opgenomen in de hoofdselectie.
Hij debuteerde voor FC Groningen in de wedstrijd tegen FC Amsterdam op 23 augustus 1978. Hij werd later verhuurd aan SC Veendam, waar hij acht keer scoorde in 34 wedstrijden. Na zijn periode bij Veendam ging hij spelen bij amateurclub VV Emmen om met die club in 1985 terug te keren in het betaalde voetbal.